# 籾井あき
籾井 あき（もみい あき、2000年10月7日 - ）は、日本の女子バレーボール選手である。

## 来歴
神奈川県相模原市出身。小2の頃、家の近くにバレーボールチームがあり、友達に誘われたのをきっかけにバレーボールを始める。
八王子実践高等学校を経て、2019年2月、V.LEAGUE DIVISION1のJTマーヴェラスに内定選手として登録。
2019年10月12日、ルーキーイヤーのV1開幕戦（トヨタ車体クインシーズ戦）でスタメンに抜擢され、開幕戦で早くもデビューを果たした。以降も出場を続けてチームの優勝に貢献。自身もベスト6に選出された。2020-21シーズンもチームの連覇に貢献した。
2021年、五輪イヤーに初めて日本代表に選出された。さらに東京オリンピック日本代表の最終メンバーに選出され、全5試合に出場した（うち4試合はスターティングメンバー）。五輪後の9月、右手の甲の薬指下を骨折し、9月中旬に手術をした。そのため、2021-22シーズンは2021-22 V.LEAGUE DIVISION1 WOMENの前半で出場できなかった。
2022年5月に再度右手の手術を行い、7月下旬に代表合宿に再合流した。その後、世界選手権に出場した。
2024年4月、JTを退団することが発表された。6月、ギリシャのAEKアテネへの入団が発表された。
2025年5月、SAGA久光スプリングス入団が発表された。

## プレースタイル
自身はアピールポイントとしてツーアタックを挙げている（2020-21シーズン現在）。2020-21シーズンはV・レギュラーラウンドに計72セット出場し、62本のアタック打数が記録されている。

## 人物
- 高校時代までペルー国籍だった。父親はスペインとペルーのハーフ、母親はペルーと日本のハーフ[14]。籾井はペルーのハーフで、スペインと日本のクウォーター。スペイン語を話せる[1][15]。

## 球歴
- 日本代表 - 2021-2023年
  - オリンピック - 2021年
  - 世界選手権 - 2022年

## 受賞歴
- 2020年 - 2019-20 V.LEAGUE DIVISION1 WOMEN ベスト6
- 2023年 - 2022-23 V.LEAGUE DIVISION1 WOMEN フェアプレー賞

## 所属チーム
- 八王子実践高等学校（2016-2019年）
- JTマーヴェラス（2019-2024年）
- AEKアテネ（2024-2025年）
- SAGA久光スプリングス（2025年-）

## 個人成績
V.LEAGUEの個人成績は下記の通り。
| 大会        | チーム      | 出場     | 出場        | アタック | アタック | アタック | アタック | バックアタック | バックアタック | バックアタック | バックアタック | アタック 決定本数 | ブロック | ブロック       | サーブ | サーブ         | サーブ   | サーブ | サーブ | サーブ   | サーブレシーブ | サーブレシーブ | サーブレシーブ | サーブレシーブ | 総得点      | 総得点      | 総得点   | 総得点      |
| ----------- | ----------- | -------- | ----------- | -------- | -------- | -------- | -------- | -------------- | -------------- | -------------- | -------------- | ----------------- | -------- | -------------- | ------ | -------------- | -------- | ------ | ------ | -------- | -------------- | -------------- | -------------- | -------------- | ----------- | ----------- | -------- | ----------- |
| 大会        | チーム      | 試 合 数 | セ ッ ト 数 | 打 数    | 得 点    | 失 点    | 決 定 率 | 打 数          | 得 点          | 失 点          | 決 定 率       | セ ッ ト 平 均    | 得 点    | セ ッ ト 平 均 | 打 数  | ノ 丨 タ ッ チ | エ 丨 ス | 失 点  | 効 果  | 効 果 率 | 受 数          | 成 功 ・ 優    | 成 功 ・ 良    | 成 功 率       | ア タ ッ ク | ブ ロ ッ ク | サ 丨 ブ | 得 点 合 計 |
| V1 2019-20  | JT          | 26       | 96          | 52       | 26       | 4        | 50       | 1              | 1              | 0              | 100            | 0.27              | 14       | 0.15           | 237    | 1              | 6        | 14     | 53     | 7.1      | 3              | 0              | 0              | 0              | 26          | 14          | 7        | 47          |
| V1 2020-21  | JT          | 22       | 81          | 64       | 40       | 2        | 62.5     | 1              | 0              | 0              | 0              | 0.49              | 13       | 0.16           | 221    | 2              | 4        | 21     | 61     | 7.2      | 1              | 0              | 0              | 0              | 40          | 13          | 6        | 59          |
| 通算：3大会 | 通算：3大会 | 48       | 177         | 116      | 66       | 6        | 56.9     | 2              | 1              | 0              | 50             | 0.37              | 27       | 0.15           | 458    | 3              | 10       | 35     | 114    | 7.2      | 4              | 0              | 0              | 0              | 66          | 27          | 13       | 106         |